# Philippe Prud'homme
Philippe Prud'homme est un pianiste, compositeur, improvisateur, arrangeur, éditeur et producteur québécois né le 15 septembre 1991 à Saint-Jérôme, au Québec (Canada).

## Biographie
Philippe Prud'homme a commencé sa formation musicale à l'âge de 12 ans. Il fut admis quatre ans plus tard à l'Université de Montréal, sans avoir terminé ses études secondaires. Après l'obtention d'un baccalauréat et d'une maîtrise, il a obtenu un doctorat en musique en 2020, consacré à l'intégrale des 90 Préludes pour piano du compositeur russe Alexandre Scriabine.
En tant que soliste, il a joué avec plusieurs orchestres, notamment l'Orchestre de la Francophonie, l'Orchestre symphonique de Laval, l'Orchestre symphonique de Drummondville, l'Ensemble Vents et Percussions de Québec et I Musici de Montréal. Il a collaboré avec des chefs d'orchestre tels que Jean-François Rivest, Alain Trudel, Jean-Philippe Tremblay et Yuli Turovsky.
Depuis 2009, il a remporté sept premiers prix au Concours de Musique du Canada, dont le Grand Prix toutes catégories d'instruments confondues de 19 à 30 ans en 2016,,.
En 2018, 2019 et 2022, il a présenté le récital solo Instinct de vie, produit par les Jeunesses Musicales Canada, en tournée dans plusieurs provinces canadiennes. Le programme comprenait des œuvres de Chopin, Liszt, Scriabine, Rachmaninov, Prokofiev et Marc-André Hamelin.

### Musique contemporaine
Philippe Prud'homme a joué en concert l'intégrale des œuvres pour piano du compositeur québécois François Morel, incluant beaucoup de pièces en première mondiale,,.
Il participe occasionnellement aux concerts de musique microtonale organisés par Bruce Mather, à Montréal,.
Depuis 2018, en duo avec le clarinettiste Jean-Guy Boisvert, professeur titulaire à l'Université de Moncton, il commande, édite et interprète un vaste répertoire d'œuvres contemporaines,.
En novembre 2020, il a fait paraître un album consacré à la musique pour piano du jeune compositeur montréalais Francis Battah.

### Musique traditionnelle
Durant cinq ans, de 2018 à 2023, il a formé un duo avec le chanteur Simon Beaudry, du groupe Le Vent du Nord.
L'objectif de cette association était de présenter des récitals de chants traditionnels dont les accompagnements pianistiques sont conçus par des compositeurs classiques (Benjamin Britten, Joseph Canteloube, Émile Vuillermoz, etc.) Le duo a également réalisé ses propres arrangements sur d'autres collectes de chansons francophones. 
L'album du Duo Beaudry-Prud'homme, Chansons en noires et blanches, a paru en octobre 2020 sous l'étiquette de la Compagnie du Nord, et a récolté une nomination au Gala de l'ADISQ 2021 dans la catégorie "album de l'année - traditionnel".
Le spectacle en tournée a été mis en scène par Alexis Martin avec la participation de Pierre-Yves Cardinal ou Mikhaïl Ahooja à la narration,,,.

### Musique de scène
De 2012 à 2020, Philippe Prud'homme travaille régulièrement avec le comédien Jacques Godin. Ensemble, ils donnent plusieurs récitals consacrés aux différents types d'œuvres pour voix et piano : mélodrames, contes musicaux, poèmes, chansons, etc. Au fil des ans, les comédiens Gilles Pelletier, Béatrice Picard, Monique Miller, Aubert Pallascio et Pierre Lebeau se joignent au projet. Plusieurs représentations ont lieu dans les centres culturels au Québec,,,,,,,,.
Parallèlement, il collabore en tant que pianiste-compositeur avec des auteurs, metteurs en scène et comédiens d'une plus jeune génération,. En 2014, par l'intermédiaire de Frédéric Lemay, il rencontre Guillaume Tremblay, Olivier Morin et Navet Confit de la compagnie Théâtre du Futur, qui lui proposent d'écrire la musique de leur création La Vague Parfaite : un opéra-surf. Cette œuvre éclectique pour six chanteurs lyriques et six comédiens est jouée une trentaine de fois à Montréal entre 2014 et 2017, d'abord dans une version courte à La Petite Licorne, puis en version intégrale à Espace Libre, au Théâtre Aux Écuries, et au Centre du Théâtre d'Aujourd'hui.
En 2015, Dany Boudreault et Mario Borges lui confient la composition musicale du spectacle Maintenant je sais quelque chose que tu ne sais pas, une production en tournée jusqu'en 2019, de la compagnie Théâtre Bluff.
En 2019, de retour avec le Théâtre du Futur, il participe en tant que pianiste, compositeur et comédien à la pièce Le clone est triste, présentée au Théâtre Aux Écuries et au Théâtre Jean-Duceppe dans le cadre du Festival Juste pour rire,,,.

## Discographie
- 2023 : Les Voix du Vent avec cordes et piano, Le Vent du Nord, Quatuor Trad et Philippe Prud'homme (étiquette : Compagnie du Nord)
- 2022 : La belle aventure II, Jean-Guy Boisvert, clarinette, et Philippe Prud'homme, piano (étiquette : Maison L'Écuyer)
- 2020 : Francis Battah : Six Préludes, Philippe Prud'homme, piano (étiquette : Francis Battah & Philippe Prud'homme)
- 2020 : Chansons en noires et blanches, Duo Beaudry-Prud'homme, voix et piano (étiquette : Compagnie du Nord)

## Spectacles (sélection)

### Solo
- Joyaux de la musique québécoise pour piano, oeuvres de François Morel, Silvio Palmieri, Bruce Mather, Serge Arcuri et Denis Gougeon.
- Instinct de vie, œuvres de Chopin, Liszt, Scriabine, Rachmaninov, Prokofiev et Marc-André Hamelin, mise en scène de Nick Carpenter (Jeunesses Musicales Canada)
- Alexandre Scriabine, Les Préludes pour piano
- Frederic Rzewski, North American Ballads and other piano works
- François Morel, Intégrale des œuvres pour piano

### Avec orchestre
- George Gershwin, Rhapsody in Blue
- Francis Poulenc, Concerto pour deux pianos en ré mineur, FP 61
- Dmitri Shostakovich, Concerto pour piano no 1 en do mineur, opus 35
- Dmitri Shostakovich, Concerto pour piano no 2 en fa majeur, opus 102
- Alexandre Scriabine, Concerto pour piano en fa dièse mineur, opus 20
- Serge Prokofiev, Concerto pour piano no 2 en sol mineur, opus 16
- Edward Grieg, Concerto pour piano en la mineur, opus 16
- Ludwig van Beethoven, Triple Concerto en do majeur, opus 53
- Wolfgang Amadeus Mozart, Concerto pour piano no 23 en la majeur, K. 488
- Alan Belkin, Concerto pour piano no 1 "Night Labyrinth" (première mondiale)

### Théâtre
- 2019 : Le clone est triste, Olivier Morin, Guillaume Tremblay, Théâtre du Futur
- 2015-2019 : Maintenant je sais quelque chose que tu ne sais pas, Dany Boudreault, Mario Borges, Théâtre Bluff
- 2014-2017 : La Vague Parfaite, un opéra-surf, Guillaume Tremblay, Olivier Morin, Théâtre du Futur

## Formation
- 2016 - 2020 : Doctorat en musique (interprétation), Faculté de musique de l'Université de Montréal, classe de Dang Thai Son.
- 2014 - 2015 : Stage de perfectionnement, Conservatoire de Musique de Montréal, classe de Louise Bessette.
- 2012 - 2013 : Cours privés avec les professeurs Gilles Manny, Dang Thai Son et Jacques Rouvier.
- 2010 - 2011 : Maîtrise en musique (interprétation), Faculté de musique de l’Université de Montréal, classe de Dang Thai Son.
- 2007 - 2010 : Baccalauréat en musique (interprétation), Faculté de Musique de l’Université de Montréal , avec les professeurs Gilles Manny, Réjean Poirier et Paul Stewart.

## Prix
- 2016 : Grand Prix, Concours de musique du Canada[38]
- 2015 : Premier Prix, Concours de Musique du Canada[39]
- 2015 : Premier Prix, Concours de musique du Canada (musique de chambre)[40]
- 2014 : Premier Prix, Concours de musique du Canada[41]
- 2013 : Premier Prix, Concours de musique du Canada[42]
- 2013 : Premier Prix, Concours de musique du Canada (musique de chambre)[43]
- 2013 : Premier Prix, Festival-Concours de musique classique de Pierre-de Saurel (musique de chambre)
- 2012 : Premier Prix, Concours de piano SMCQ Jeunesse, de la Société de musique contemporaine du Québec
- 2010 : Premier Prix, Festival de musique classique de Montréal
- 2009 : Premier Prix, Concours de musique du Canada[44]
- 2008 : Premier Prix, Festival de musique classique de Montréal
- 2007 : Premier Prix, Festival-Concours de musique classique de Pierre-de Saurel